# 오례산성
오례산성(烏禮山城)은 대한민국 경상북도 청도군에 위치한 성이다.

## 참고 자료
- 박승규. “오례산성”. 디지털청도문화대전.